# Gerda Lerner
Gerda Hedwig Lerner (født Kronstein den 30 april 1920, i Wien, Østrig, død 2. januar 2013 i Madison, Wisconsin) var en amerikansk historiker, forfatter og lærer. Lerner var en af foregangskvinderne i forskningsfeltet kvindehistorie og afholdte hvad der betragtes som de første kurser i kvindehistorie ved New School for Social Research i New York i 1963. Fra 1980 var hun professor emerita ved University of Wisconsin-Madison.
Lerner var 1981-82 ordførende for Organization of American Historians. Hun skrev manuskriptet til hendes mand Carl Lernes film Black Like Me.

## Biografier
- Ransby, Barbarba, "A Historian Who Takes Sides" 2002
- MacLean, Nancy, "Rethinking the Second wave" 2002
- Lerner, Gerda, "Life of Learning" 2005

## Vidare læsning
- Felder, Deborah G. och Diana Rosen, Fifty Jewish Women Who Changed the World, Citadel Press (Kensington Publishing) New York, s. 216–220 (2003)
- Scanlon, Jennifer och Shaaron Cosner, American Women Historians, 1700s-1990s: A Biographical Dictionary, Greenwood Press, s. 144–146 (1996)
- Weigand, Kate, Red Feminism: American Communism and the Making of Women's Liberation, Johns Hopkins University Press (2001)